# CellFactor: Psychokinetic Wars
CellFactor: Psychokinetic Wars est un jeu vidéo de tir à la première personne développé par Immersion Games et Timeline Interactive, édité par Ubisoft et sorti en 2009 sur Windows, PlayStation 3 et Xbox 360.

## Accueil
- IGN : 8/10[1]